# باستیان اشتگر
باستیان اشتگر (آلمانی: Bastian Steger؛ زادهٔ ۱۹ مارس ۱۹۸۱) یک بازیکن تنیس روی میز اهل آلمان است.
وی در مسابقات کشوری و بین‌المللی در مجموع برندهٔ ۳ مدال برنز شده‌است.